# Frehley's Comet (álbum)
Frehley's Comet es el segundo álbum en solitario del exguitarrista de Kiss Ace Frehley, editado en 1987 por Megaforce.
El álbum, no obstante estar acreditado a Frehley solo en la portada, es usualmente considerado el primero de su banda Frehley's Comet (la cual tomó su nombre del título de este disco), y es la segunda incursión solista de Ace tras su LP Ace Frehley de 1978, cuando aún era parte de Kiss.
Frehley's Comet, grabado entre 1984 y 1987, contó con Eddie Kramer, reputado productor que trabajara con Kiss en los años 70 -y con Frehley mismo en su mencionado disco de 1978-, y con el batería Anton Fig, también presente en aquel LP, mientras que el resto de los Frehley's Comet se completaba con el multiinstrumentista Tod Howarth y el bajista John Regan.
La canción "Into the Night" (escrita por Russ Ballard) fue un "hit" menor en EE. UU. llegando al puesto 27º en el apartado "Mainstream Rock Tracks" de Billboard, mientras que el tema "Breakout" fue coescrito por Frehley con su excompañero en Kiss Eric Carr, dedicándoselo al baterista cada vez que lo toca en vivo.
El álbum llegó al puesto 43.º en el Billboard 200.

## Lista de canciones
1. "Rock Soldiers" (Ace Frehley, Chip Taylor)
2. "Breakout" (Frehley, Eric Carr, Richie Scarlet)
3. "Into the Night" (Russ Ballard)
4. "Something Moved" (Howarth)
5. "We Got Your Rock" (Frehley, Marty Kupersmith)
6. "Love Me Right" (Frehley, Ira Schickman)
7. "Calling to You" (Frehley, Howarth, Kevin Russell, Jim McClarty)
8. "Dolls" (Frehley)
9. "Stranger in a Strange Land" (Frehley)
10. "Fractured Too" (Frehley, John Regan) (Instrumental)

## Personal
- Ace Frehley - guitarra, voz, coros
- Tod Howarth - guitarras, teclados, voz, coros
- John Regan - bajo, coros
- Anton Fig - batería

## Videos musicales
- Rock Soldiers

Director: ¿?
Año: 1987
- Into The Night

Director: ¿?
Año: 1987